# Ribautia armata
Ribautia armata är en mångfotingart som först beskrevs av Filippo Silvestri 1895.  Ribautia armata ingår i släktet Ribautia och familjen storjordkrypare. Inga underarter finns listade i Catalogue of Life.